# Bistum Kaohsiung
Das Bistum Kaohsiung (lat.: Dioecesis Kaohsiungensis, chin.: 天主教高雄教區) ist eine in der Republik China (Taiwan) gelegene römisch-katholische Diözese mit Sitz in Kaohsiung.

## Geschichte
Am 13. Juli 1913 errichtete Papst Pius X. die Apostolische Präfektur Formosa. Die Apostolische Präfektur wurde am 30. Dezember 1949 in Apostolische Präfektur Kaohsiung umbenannt.
Am 21. März 1961 wurde die Apostolische Präfektur Kaohsiung durch Papst Johannes XXIII. mit der Apostolischen Konstitution Quoniam secundum zum Bistum Kaohsiung erhoben und dem Erzbistum Taipeh als Suffraganbistum unterstellt.

## Ordinarien

### Apostolische Präfekten von Formosa
- Clemente Fernández OP, 1913–1921
- Thomas de la Hoz OP, 1921–1941
- Joseph Arregui y Yparaguirre OP, 1948–1949

### Apostolische Präfekten von Kaohsiung
- Joseph Arregui y Yparaguirre OP, 1949–1961

### Bischöfe von Kaohsiung
- Joseph Cheng Tien-Siang OP, 1961–1990
- Paul Kardinal Shan Kuo-hsi SJ, 1991–2006
- Peter Liu Cheng-chung, seit 2006